# Сталтмане, Велта Эрнестовна
Велта Эрнестовна Сталтмане (латыш. Velta Marija Staltmane; 1926—2010) — советская латвийская учёная, кандидат филологических наук, Почётный доктор Латвийской Академии наук.

## Биография
Родилась 9 сентября 1926 года в селе Салиена Салиенской волости.
Детство провела на одном из хуторов Даугавпилсского района, где выполняла разнообразные сельскохозяйственные работы. Училась в 1-й Даугавпилсской гимназии, затем поступила на филологический факультете Латвийского государственного университета, где училась с 1947 по 1952 год, одновременно работая лаборантом в Институте языка и литературы Академии наук Латвийской ССР. По окончании вуза была распределена преподавателем в Резекненский зоотехнический техникум, а через год получила направление в аспирантуру Института языкознания Академии наук СССР (ныне Институт языкознания РАН) Москве, где училась с 1953 по 1956 год. Под руководством академика Б. А. Серебренникова Велта Сталтмане написала кандидатскую диссертацию на тему «О видах глагола в современном латышском литературном языке», которую защитила в 1958 году в Институте языка и литературы АН Латвийской ССР.
Работала в Институте языка и литературы АН Латвийской ССР, где занималась теоретическим и прикладным языкознанием, участвовала в составлении «Словаря латышского литературного языка», опубликовала серию статей. Выйдя замуж за инженера Анатолия Михайловича Сошинского, в 1961 году переехала в Москву; там в 1961—1962 годах работала в Центральном научно-исследовательском институте геодезии, аэросъёмки и картографии (ЦНИИГАиК), составила «Инструкцию по передаче на картах географических названий Латвийской ССР», которая была опубликована в 1966 году в соавторстве с С. А. Тюриным. Также участвовала в подготовке «Словаря географических названий СССР» и составляла «Словарь географических названий Латвийской ССР», опубликованный в ЦНИИГАиК в 1967 году. В 1962 году Велта Сталтмане перешла на работу в Сектор культуры речи этого же НИИ.
Позже перешла в Институт языкознания Академии наук СССР (ныне Институт языкознания РАН) в сектор структурной и прикладной лингвистики, группу ономастических исследований этого сектора, где трудилась под руководством А. В. Суперанской. В последние годы жизни занималась преимущественно латышским языком, преподавала этот язык в МГИМО МИД и Дипломатической академии, позже давала частные уроки латышского.
Умерла 16 апреля 2010 года в Москве.